# Maria Manteufflowa (historyk)
Maria Manteufflowa (ur. 23 marca 1905 w Warszawie, zm. 7 stycznia 1994 tamże) – polska historyczka, nauczycielka i bibliotekarka.

## Życiorys
Córka warszawskiego architekta Jana Heuricha. Absolwentka Państwowego Gimnazjum im. Emilii Plater w Warszawie w 1923, potem historii na Wydziale Filologicznym oraz Studium Pedagogicznego na Uniwersytecie Warszawskim. Doktor filozofii w dziedzinie historii od 1933, wychowanek profesorów Handelsmana, Tatarkiewicza i Kotarbińskiego. Od czasów przedwojennych autorka biogramów w Polskim Słowniku Biograficznym, żona docenta, później profesora UW Tadeusza Manteuffla.
Podczas II wojny światowej, w mieszkaniu państwa Manteufflów na Mokotowie prowadzone były zajęcia sekcji historycznej podziemnego Uniwersytetu Warszawskiego.
Po zakończeniu wojny rozpoczęła pracę w Bibliotece Narodowej w Warszawie jako kierowniczka Czytelni Ogólnej. W 1949 ukończyła kurs dla bibliotekarzy bibliotek naukowych. Tytuł bibliotekarza dyplomowanego przyznała jej Komisja Egzaminacyjna w 1966 na podstawie dorobku naukowego. W latach 1954–1970 była kierownikiem Zakładu Informacji Naukowej BN. W momencie przejścia na emeryturę w 1970 posiadała tytuł starszego kustosza dyplomowanego. Zginęła we własnym mieszkaniu zamordowana przez uciekiniera z poprawczaka. Została pochowana w grobie rodziny Heurichów na cmentarzu Ewangelicko–Augsburskim (sektor AIE-1-1).

## Ordery i odznaczenia
- Krzyż Kawalerski Orderu Odrodzenia Polski (1966)
- Złoty Krzyż Zasługi (11 lipca 1955)[5]
- Medal 10-lecia Polski Ludowej (19 stycznia 1955)[6]